# Nancy Salchow
Nancy Salchow (* 14. April 1981) ist eine deutsche Autorin von Liebesromanen, die sowohl im Selfpublishing als auch bei Verlagen veröffentlicht.

## Schaffen
Nancy Salchow veröffentlichte ihre ersten Werke 2011 auf der Plattform Neobooks und kam auf Platz 1 der dortigen Lesercharts. Der Betreiber der Plattform, die Verlagsgruppe Droemer Knaur, veröffentlichte Nancy Salchows Debütroman Herzliche Restgrüße im September 2011 als E-Book, woraufhin ab Frühjahr 2012 weitere digitale Verlagstitel bei Knaur folgten. Gleichzeitig brachte die Autorin im Oktober 2011 ihren ersten verlagsunabhängigen Titel heraus: Schlaflos in Tofuwürstchen wurde einer der Jahresbestseller 2011 und 2012 auf Amazon. Ihr autobiografischer Schicksalsroman Das Leben, Zimmer 18 und du kam im September 2013 heraus, hielt sich mehrere Monate lang in den Top 100 der Kindle-Charts und wurde im April 2017 vom Heyne Verlag in überarbeiteter Auflage als E-Book und Taschenbuch neu veröffentlicht. Schon im November 2014 feierte Nancy Salchow jedoch ihr Verlags-Taschenbuch-Debüt, als Droemer Knaur ihr Werk Kirschblütentage publizierte. Nebst weiteren Romanen für Knaur beteiligte sich Salchow an der Anthologie Sommerfunkeln des Verlags, für welche unter anderem auch Iny Lorentz, Adriana Popescu und Nina George Kurzgeschichten beisteuerten.
Heute ist Nancy Salchow in erster Linie als Selfpublisherin tätig und bringt ihre Liebesromane verlagsunabhängig heraus, wofür sie auch die meisten ihrer Cover selbst gestaltet. Das im Januar 2019 veröffentlichte Werk Das Boss-Tabu – Gefährliche Liebe kam auf Platz 9 der BILD-Bestsellerliste. Auch ihre Titel Nicht mal für eine Million (2020) sowie Millionäre unerwünscht (2017) schafften es auf die Bestsellerliste der BILD.
Ende 2019 arbeitete Salchow erstmals mit einer anderen Autorin zusammen: Ihr Roman Broken Moment spielt im selben Universum wie Broken Romance von C. R. Scott. Die Protagonistinnen beider Liebesromane sind Schwestern und kommen in der jeweils anderen Geschichte vor.

## Werke (Auswahl)
- Das Glück im Augenwinkel, 2012
- Von einer, die auszog, ein eBook zu schreiben – Von meinen Erfahrungen im Selfpublishing , 2014
- Kirschblütentage, 2014
- Nur eine Stimme entfernt, 2014
- Das Haus der Luftblumen, 2015
- Unsere Jahre nach dir, 2015
- Das Sonnenblumenhaus, 2016
- Die Liebe in deinen Spuren, 2016
- Mein Ex, der Milliardär, 2016
- Milliardäre küssen keine Nannys, 2016
- Showreifes Liebeschaos, 2016
- Millionäre unerwünscht – Reicher Mann? Nein, Danke!, 2017
- Millionäre lieben anders – Ein Song, zwei Herzen, 2017
- Das Leben, Zimmer 18 und du – Wie ich wieder Liebe und Hoffnung fand und meine Depression besiegte, 2017 (ursprünglich 2014)
- Unaufhaltsam – Gegen fremde Regeln, 2017
- Millionäre ungeeignet – Für kein Geld der Welt, 2017
- A Million Ways – Der Gönner und die Rebellin, 2017
- Millionäre überbewertet – Liebe verjährt nicht, 2017
- Vertraulich – Anonyme Sehnsucht, 2018
- Unerreicht – Makelloser Schein, 2018
- Schweigsam – Unerhörte Liebe, 2018
- Stop This Feeling – Alles für den Boss, 2018
- Die Millionen-Sünde – Die Macht des Milliardärs, 2018
- Her Bad Hero – Verzweifelte Liebe, 2018
- Die Sonne in deinen Zeilen, 2018
- Dirty Million – Liebe ist unkäuflich, 2018
- Das Boss-Tabu – Gefährliche Liebe, 2019
- Mr. Bad Love – Verdrängte Sehnsucht, 2019
- A Million Sins – Vertrau ihm nicht, 2019
- Trust me, Boss – Tabulose Liebe, 2019
- Der Bad Boy Test, 2019
- Das Millionen-Geheimnis, 2019
- Reicher Mann, armes Herz, 2019
- Secret Winter Love, 2019
- Broken Moment, 2019
- Ein Schmerz wie Liebe, 2020
- Das Millionär-Klischee, 2020
- Dem Boss zu nah, 2020
- Dark Side of his Heart, 2020
- Fake-Liebe, echte Küsse, 2020
- Nicht mal für eine Million, 2020
- Mein Boss, der Bastard, 2020
- Deal um dein Herz, 2020
- Ein Millionär zum Davonlaufen, 2020
- Our Second Forever – Unser zweites Für Immer, 2020